# Edward McEntee
Edward Matthew  McEntee (* 21. Oktober 1906 in Providence, Rhode Island; † 14. Februar 1981) war ein US-amerikanischer Jurist und Politiker. Von 1965 bis 1976 fungierte er als Bundesrichter am Bundesberufungsgericht für den ersten Gerichtskreis.

## Leben
McEntee besuchte das College of the Holy Cross und erhielt dort 1928 seinen Abschluss. Danach studierte er an der School of Law der Boston University, wo er 1933 seinen Bachelor of Laws (LL.B.) erhielt. McEntee praktizierte nun von 1933 bis 1952 als Rechtsanwalt in Providence. Während dieser Zeit war er von 1940 bis 1951 Assistant United States Attorney am United States District Court for the District of Rhode Island. Von 1952 bis 1953 war er United States Attorney dieses Distriktes. Des Weiteren gehörte McEntee von 1935 bis 1939 als Abgeordneter dem Repräsentantenhaus von Rhode Island an.
Am 3. August 1965 wurde er von Präsident Lyndon B. Johnson zum Richter am 1. Bezirk des United States Court of Appeals nominiert, um den vakanten Sitz von Peter Woodbury neu zu besetzen. Der Senat der Vereinigten Staaten bestätigte ihn am 31. August. Am 1. September 1965 erfolgte seine Amtseinführung. Am 31. Dezember 1976 wechselte er in den Senior Status und ging damit faktisch in den Ruhestand.